# Alexandre Orlov
Pour le diplomate russe, voir Alexandre Orlov (diplomate).
Pour les articles homonymes, voir Orlov.
Lev (Leïba) Lazarevitch Feldbine (en russe : Лев Лазаревич Фельбинг) dit Alexandre Mikhaïlovitch Orlov (en russe : Александр Михайлович Орлов), ou encore Lev Lazarevitch Nikolski (dans les registres du NKVD) ou encore, aux États-Unis, Igor Berg ou William Goldin, est un espion soviétique né le 21 août 1895 à Bobrouïsk (Empire russe) et mort le 25 mars 1973 à Cleveland (États-Unis).

## Biographie
Il naît à Bobrouïsk en Russie blanche dans le gouvernement de Minsk (aujourd'hui République de Biélorussie), au sein d'une famille juive. Son père est un homme d'affaires. La petite ville compte beaucoup de socialistes de l'aile gauche du Bund. Il fait son service militaire de l'automne 1916 au début 1917 à l'arrière. Il intègre le parti socialiste russe des travailleurs internationalistes après la révolution de février. Il entre dans l'Armée rouge des ouvriers et des paysans au début de la guerre civile russe et est affecté comme commissaire politique à la Section spéciale de la 12e armée, chargée de la conformité idéologique. Il se distingue en faisant la chasse aux « contre-révolutionnaires » de Kiev (en fait, tout opposant au parti bolchevik) et se trouve alors à la tête de la Section spéciale. Il entre au parti communiste en mai 1920.
Il fait partie de la tchéka d'Arkhanguelsk en 1920-1921 et traque les « ennemis » supposés du régime. Il est chef du département des opérations secrètes et du département de surveillance des agents de la frontière nord et d'autres sections. Il a plein pouvoir pour rechercher et exécuter les anciens officiers des Armées blanches de la région nord. À la fin de la guerre civile en 1921-1924, il se trouve à l'université de Moscou sur les bancs de la faculté de droit. Il se fait connaître à la même époque (à partir de 1920) en étant recruté, sous le nom de Lev Nikolski, par le NKVD dans les services de surveillance. Il termine ses études en 1924 à l'âge de vingt-neuf ans. Il est ensuite attaché au service de l'administration économique de la Guépéou qui est dirigée par son cousin germain Zinovi Katznelson (1892-1938). Plus tard, il travaille à la Guépéou en Transcaucasie.

### Carrière d'espion
En 1926, Lev Nikolski est enrôlé dans le service d'Espionnage extérieur politique soviétique et russe. Il est chargé les années suivantes de missions plus ou moins longues en France, en Allemagne, aux États-Unis, en Italie, en Autriche, en Tchécoslovaquie, en Suisse, en Grande-Bretagne, en Estonie, en Suède et au Danemark. Il travaille en particulier avec Kim Philby en 1934 pour mieux coordonner le groupe de Cambridge. 
Agent résident du NKVD au sein de la Seconde République espagnole, Orlov est chargé à partir de septembre 1936 de « liquider » les trotskistes et anarchistes espagnols. Il est conseiller en chef de la sécurité intérieure et du contre-renseignement du gouvernement républicain de Madrid. C'est lui qui organise le transfert du trésor espagnol à Moscou (affaire dite de l'or de Moscou). Il surveille en même temps la conformité idéologique des officiers républicains au sein du Servicio de Información Militar, SIM. Il fonde une école de formation de groupes chargés de monter des opérations de diversion à l'arrière de l'ennemi. Il fut le principal acteur de la destruction du POUM en Catalogne (et indirectement de la chute de Barcelone), et de l'exécution de ses dirigeants (dont Andreu Nin en juin 1937 qu'il fait sortir de prison pour le faire tuer).
Alexandre Orlov (plus connu sous le nom de Lev Nikolski à cette époque) recrute en avril 1938 Morris Cohen (1910-1995), brigadiste internationaliste, qui sera plus tard en contact avec Rudolf Abel et Konon Molody, et qui sera l'un des organisateurs de l'assassinat de Iossif Grigoulevitch.

### Défection
À l'automne 1936 les grandes purges s'intensifient au sein des cadres militaires et politiques de l'Union soviétique. La répression frappe aussi au NKVD, dont de nombreux cadres des premiers temps, témoins et bons connaisseurs de l'histoire du régime soviétique et de l'ascension de Staline, sont au mieux renvoyés de leur poste, au pire assassinés. Parmi les dirigeants du contre-espionnage assassinés : Gleb Boky, Yakov Peters (ru), Josef Unschlicht (ru), Fiodor Eikmans (ru), etc.
Dans le courant de l'année 1937 les purges frappent le milieu des diplomates. Parmi eux, le plénipotentiaire d'URSS à Madrid, Marcel Rosenberg (ru), et Léon Gaikis (ru) sont rappelés à Moscou et fusillés quelque temps plus tard (Gaikis en août 1937, Rosenberg en mars 1938) et Vladimir Antonov-Ovseïenko, consul général soviétique à Barcelone et ambassadeur de fait, rappelé en août 1937, arrêté en octobre et fusillé en février 1938.
Le 17 février 1938, le supérieur direct d'Alexandre Orlov, Abram Sloutski, meurt inopinément, et en juillet Orlov reçoit l'ordre d'embarquer à bord du navire soviétique Le Svir à Anvers pour rencontrer Sergueï Spiegelglass qui faisait l'intérim après la mort de Sloutski. Mais Orlov ne paraît pas, et au lieu de cela dérobe soixante mille dollars des caisses de la section d'opération du NKVD. Secrètement, Orlov, sa femme et sa fille passent en France, puis embarquent pour le Canada d'où ils passent la frontière vers les États-Unis. Avant sa fuite, Orlov envoie une lettre à Nikolaï Iejov et à Staline, où il prévient que s'il arrivait que sa famille ou ses proches demeurés en Union soviétique soient arrêtés, il révèlerait alors aux Américains les noms d'un grand nombre d'agents soviétiques.
Il s'installe aux États-Unis sous le nom d'Igor Berg, et aucune poursuite n'est engagée contre lui en URSS. Il commence une carrière d'enseignant à l'université. Il est l'auteur, sous le pseudonyme d'Alexander Orlov, d'un manuel sur l'espionnage paru à Ann Arbor en 1963.

## En littérature
Alexandre Orlov est reconnaissable sous les traits de Varlov dans le roman d'Hemingway, Pour qui sonne le glas.
Il apparaît sous ses vrais traits dans le roman de l'écrivain cubain Leonardo Padura L'homme qui aimait les chiens et de même dans le roman policier de Víctor del Árbol Toutes les vagues de l'océan.
il apparaît également dans le roman de Robert Littell « Philby portrait de l espion en jeune homme ».
Il est un des personnages importants de la bande dessinée le Tome 46 :Les Noces de Sang 1/2 et le Tome 47 :Les Noces de Sang 2/2 de la série de bande dessinée d'uchronie Jour J, écrite par Pécau, Duval et Blanchard.